# Espiner canyella fosc
L'espiner canyella fosc (Phacellodomus maculipectus) és una espècie d'ocell de la família dels furnàrids (Furnariidae) que habita zones arbustives, generalment a prop de l'aigua, del centre i sud-est de Bolívia i nord-oest de l'Argentina.
Ha estat considerada una subespècie de Phacellodomus striaticollis, però ja en 1994 es va proposar la separació en dues espècies diferents.